# Чебоксарская лентоткацкая фабрика
Чебоксарская лентоткацкая фабрика — российское предприятие лёгкой промышленности. Расположено в городе Чебоксары. Является производителем текстильных лент различного назначения, в том числе лент для строп и стяжных ремней.
В настоящее время (2018) предприятие находится под управлением АО «Лента».

## История
Фабрика была основана в октябре 1941 года в результате эвакуации в Чебоксары Киевской лентоткацкой фабрики и Завидовской текстильно-галантерейной фабрики «Басон». Эвакуированная Завидовская фабрика «Басон» была размещена в помещении Альгешевской церкви, а Киевская лентоткацкая фабрика — в здании черепичного завода близ Первой городской больницы на окраине Чебоксары.
Фабрика стала первым предприятием в Советском Союзе по выпуску ленты для ремней безопасности в СССР. Совместно с предприятием «Норма» (Эстонская ССР) чебоксарская фабрика оснащала ими все автомобили Советского Союза.
В настоящее время фабрика также выпускает ремни безопасности, которыми оснащаются российские автомобили. Всего предприятие производит более чем 400 наименований продукции.